# Acate
Acate (sicilsky Vischiri, italsky do roku 1938 Biscari) je městečko na levém břehu řeky Dirillo v západním výběžku provincie Ragusa na Sicílii (Itálie). Město leží na jihovýchodním okraji pohoří Iblei. Od hlavního města provincie (od roku 2015 přejmenované na volné sdružení obcí Ragusa) Ragusy je Acate vzdáleno 34 kilometrů a jeho území sousedí s někdejšími provinciemi Caltanissetta a Catania. Počet obyvatel města v roce 2016 překročil 11 000 (v září 2016 v Acate žilo 11 138 lidí). Acate je známým místem pěstovaní vinné révy a produkce vína.

## Historie
První zmínky o tomto sídle se objevují ve 14. století.
Až do roku 1938 se město Acate jmenovalo Biscari. Jako většina sídel na Sicílii také Acate bylo v minulosti poškozeno zemětřesením. Velké škody utrpělo například v roce 1693, kdy byly poničeny všechny významné stavby ve městě, včetně kostelů a paláce knížat z Biscari.

### Druhá světová válka a Biscarský masakr

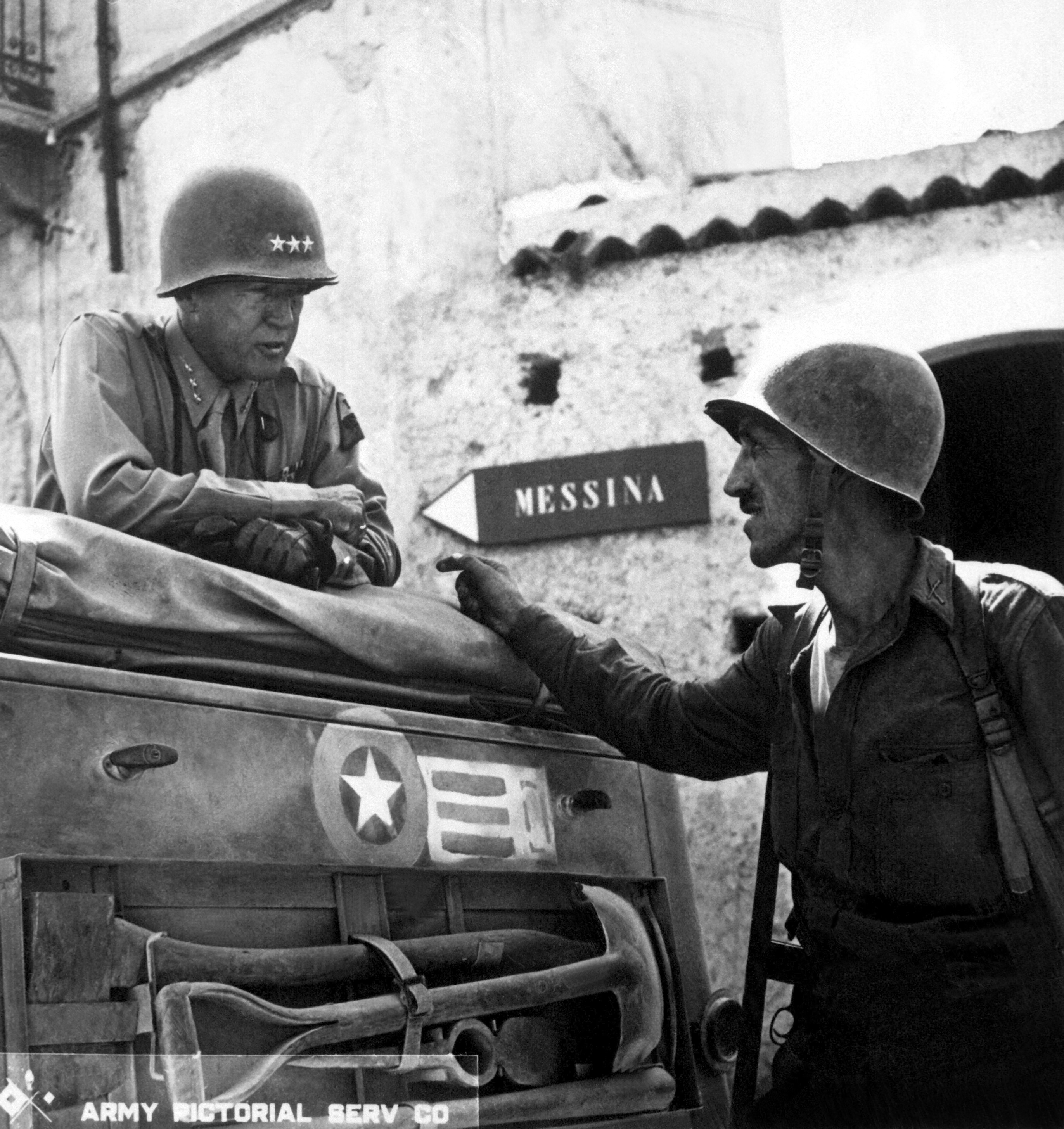
Generál Patton (vlevo) v roce 1943 na Sicílii

Jméno městečka se objevuje v souvislosti s tragickou událostí za druhé světové války, k níž došlo 14. července 1943 během spojencké invaze na Sicílii, nazývanou Biscarský masakr (Massacro di Biscari). 
Šlo o událost, kdy velitelé postupujících amerických jednotek nechali v prostoru poblíž místního letiště ve dvou skupinách postřílet celkem 72 zajatých italských vojáků a 4 německé zajatce.

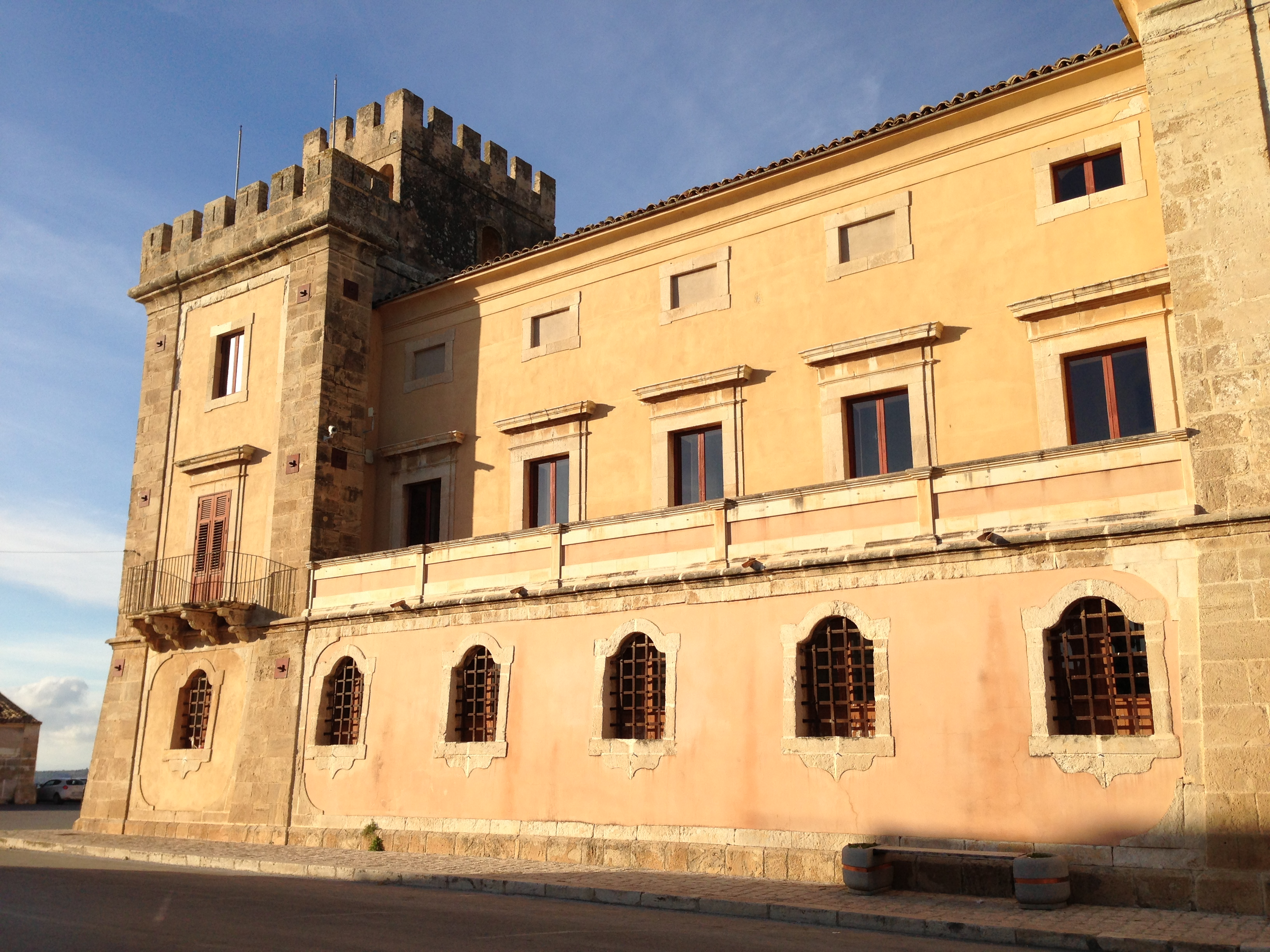
Palác knížat z Biscari

Tento masakr byl následně charakterizován jako válečný zločin a velitelé, kteří za něj nesli zodpovědnost, byli postaveni před soud. Kapitán John Compton byl však osvobozen, jelikož údajně jednal v dobré víře - hájil se tím, že jako pokyn k postřílení vězňů si vyložil slova generála George Pattona, pronesená při zahájení Operace Husky. 
Kapitán Compton ještě téhož roku, 8. listopadu 1943, padl v bojích u Monte Cassina ve střední Itálii. Druhý viník, seržant Horace West, se hájil podobně. Byl ale odsouzen k doživotnímu trestu, avšak již v listopadu 1944 byl propuštěn a jako vojín se směl vrátit do armády. Generál George Patton popřel, že by měl v úmyslu motivovat americké vojáky k zabíjení zajatců.
Ve stejný den, 14. července 1943, v oblasti města padl v boji s americkými jednotkami Luz Long, německý atlet, který zde sloužil u německé protiletadlové jednotky. Na olympijských hrách v roce 1936 v Berlíně získal stříbrnou medaili, kdy ve skoku dalekém skončil za Američanem Jesse Owensem, jenž byl jeho přítel.

## Partnerská města
- Chambly (Oise)